# Liste des canons de marine par calibre
Liste de canons de marine de tous pays, par ordre croissant de diamètre de calibre :
| Calibre (mm) | Nom                                                          | Pays d'origine       | Période d'utilisation |
| ------------ | ------------------------------------------------------------ | -------------------- | --- |
| 20           | Breda Modèle 35                                              | Italie               | Seconde Guerre mondiale |
| 20           | Canon de 20 mm modèle F2                                     | France               | Guerre froide - Moderne |
| 20           | Phalanx CIWS                                                 | États-Unis           | Guerre froide - Moderne |
| 25           | Canon de 1 pouce Nordenfelt (en)                             | Royaume-Uni          | années 1880 - années 1890 |
| 25.4         | Canon de 25 mm/76                                            | Union soviétique     | Seconde Guerre mondiale |
| 25.4         | Canon de 25 mm/79                                            | Union soviétique     | Guerre froide |
| 25.4         | 25 mm/60 Type 61 (en)                                        | Chine                | Guerre froide - Moderne |
| 27           | Mauser BK-27                                                 | Allemagne            | Moderne |
| 28           | Canon de 1,1 pouce/75 (en)                                   | États-Unis           | Seconde Guerre mondiale |
| 30           | Canon Mk44 Bushmaster II                                     | États-Unis           | Moderne |
| 30           | Canon de marine CRN 91 (en)                                  | Inde                 | Moderne |
| 35           | Oerlikon Millennium                                          | Suisse               | Moderne |
| 40           | Bofors 40 mm Mk 3                                            | Suède                | Seconde Guerre mondiale |
| 45           | 45 mm/78 (1.77") SM-7 Quad                                   | Union soviétique     | Guerre froide - Moderne |
| 47           | Canon de 47 mm modèle 1885                                   | France               | Première Guerre mondiale |
| 47           | QF 3 pounder Vickers (en)                                    | Royaume-Uni          | Première Guerre mondiale - Seconde Guerre mondiale                                                                           |
| 57           | Canon de 57 mm Hotchkiss                                     | France               | Première Guerre mondiale |
| 57           | QF 6 pounder Nordenfelt (en)                                 | Royaume-Uni          | années 1880 - années 1920 |
| 57           | 57 mm/75 (2.24") AK-725 (ZIF-72) twin                        | Union soviétique     | Guerre froide - Moderne |
| 57           | 57 mm/78.7 (2.24") SM-24-ZIF & ZIF-31                        | Union soviétique     | Guerre froide |
| 57           | 57 mm/81 (2.24") ZIF-71 and ZIF-75 single & Quad             | Union soviétique     | Guerre froide |
| 57           | Bofors 57 mm Mk 110                                          | Suède                | Moderne |
| 66           | Canon de 6 cm vzor 30 (Škoda)                                | Tchécoslovaquie      | Seconde Guerre mondiale |
| 70           | Gonzalez Hontoria de 7 cm mod 1879                           | Espagne              | 1879 – années 1900 |
| 76.2         | Canon de marine de 12 livres QF 12 cwt                       | Royaume-Uni          | Seconde guerre des Boers - Guerre russo-japonaise - Première Guerre mondiale - Seconde Guerre mondiale                       |
| 76.2         | Canon de marine de 14 livres QF Maxim-Nordenfelt (en)        | Royaume-Uni          | Première Guerre mondiale |
| 76.2         | Canon de marine de 12 livres 18 cwt QF (en)                  | Royaume-Uni          | Première Guerre mondiale |
| 76           | Otobreda 76 mm                                               | Italie               | Guerre froide - Moderne |
| 76           | Canon de 3 pouces/23 calibres                                | États-Unis           | Première Guerre mondiale - Seconde Guerre mondiale                                                                           |
| 76           | Canon de 3 pouces/50 calibres                                | États-Unis           | Seconde Guerre mondiale - Guerre froide                                                                                      |
| 76           | 76.2 mm/55 (3") 34-K Pattern 1935                            | Union soviétique     | Seconde Guerre mondiale |
| 76           | 76.2 mm/59 (3") AK-726 Twin                                  | Union soviétique     | Guerre froide - Moderne |
| 76           | 76.2 mm/60 (3") AK-176 Single                                | Union soviétique     | Guerre froide - Moderne |
| 88           | Canon de 8,8 cm SK L/35                                      | Empire allemand      | Première Guerre mondiale |
| 88           | Canon de 8,8 cm SK L/45                                      | Empire allemand      | Première Guerre mondiale |
| 88           | Canon de 8,8 cm SK C/35                                      | Reich allemand       | Seconde Guerre mondiale |
| 90           | Gonzalez Hontoria de 90 cm mod 1879                          | Espagne              | 1879 – années 1900 |
| 95.3         | Canon de 20 livres 13 & 15 cwt RBL (en)                      | Royaume-Uni          | années 1860 |
| 100          | Canon de 10 cm K10 Škoda                                     | Autriche-Hongrie     | Première Guerre mondiale |
| 100          | Canon de 10 cm/65 Type 98                                    | Japon                | 1942 - Seconde Guerre mondiale                                                                                               |
| 100          | Russia / USSR 100 mm/56 (3.9") B-34 Pattern 1940             | Union soviétique     | Seconde Guerre mondiale - Guerre froide                                                                                      |
| 100          | Russia / USSR 100 mm/70 (3.9") CM-5 Twin Turret              | Union soviétique     | Seconde Guerre mondiale - Guerre froide                                                                                      |
| 100          | Canon de 100 mm modèle 1891                                  | France               | Première Guerre mondiale |
| 100          | Canon de 100 mm modèle 1893                                  | France               | Première Guerre mondiale |
| 100          | Canon de 100 mm modèle 53                                    | France               | Guerre froide - Moderne |
| 100          | Canon de marine AK-100                                       | Union soviétique     | Guerre froide - Moderne |
| 102          | Canon de marine de 4 pouces BL Mk I - VI                     | Royaume-Uni          | années 1880 - 1900 |
| 102          | Canon de marine de 4 pouces QF Mk I - III                    | Royaume-Uni          | 1895 - Première Guerre mondiale                                                                                              |
| 102          | Canon de marine de 4 pouces BL Mk VII                        | Royaume-Uni          | Première Guerre mondiale - Seconde Guerre mondiale                                                                           |
| 102          | Canon de marine de 4 pouces BL Mk VIII et IX                 | Royaume-Uni          | Première Guerre mondiale - Seconde Guerre mondiale                                                                           |
| 102          | Canon de 4 pouces QF Mk IV, XII, XXII                        | Royaume-Uni          | Première Guerre mondiale - Seconde Guerre mondiale                                                                           |
| 102          | Canon de 4 pouces/50 calibres                                | États-Unis           | Première Guerre mondiale - Seconde Guerre mondiale                                                                           |
| 102          | Canon de marine de 4 pouces QF Mk V                          | Royaume-Uni          | Première Guerre mondiale - Seconde Guerre mondiale                                                                           |
| 102          | Canon de marine de 4 pouces BL Mk IX                         | Royaume-Uni          | Première Guerre mondiale - Seconde Guerre mondiale                                                                           |
| 102          | Canon de marine de 4 pouces QF Mk XVI                        | Royaume-Uni          | Seconde Guerre mondiale |
| 102          | Canon de marine de 4 pouces QF Mk XIX                        | Royaume-Uni          | Seconde Guerre mondiale |
| 102          | Canon de marine de 4 pouces QF Mk XXIII (en)                 | Royaume-Uni          | Guerre froide - Konfrontasi                                                                                                  |
| 105          | Canon de 10,5 cm SK L/40                                     | Empire allemand      | 1900 - 1945 |
| 105          | Canon de 10,5 cm SK L/45                                     | Empire allemand      | 1907 - 1945 |
| 105          | Canon de 10,5 cm SK C/32                                     | Reich allemand       | 1932 - 1945 |
| 113          | Canon de marine de 4,5 pouces QF Mark I - V                  | Royaume-Uni          | Seconde Guerre mondiale - Guerre froide                                                                                      |
| 113          | Canon de marine de 4,5 pouces Mark 8 (en)                    | Royaume-Uni          | Guerre froide - Moderne |
| 120          | Canon de 4,7 pouces QF Mk I - IV                             | Royaume-Uni          | Seconde guerre des Boers - Première Guerre mondiale                                                                          |
| 120          | Canon de marine de 4,7 pouces QF Mk V                        | Royaume-Uni Japon    | Première Guerre mondiale - Seconde Guerre mondiale                                                                           |
| 120          | Canon de marine de 4,7 pouces/45 calibres BL                 | Royaume-Uni          | Première Guerre mondiale - Seconde Guerre mondiale                                                                           |
| 120          | Canon de 4,7 pouces QF Mark IX & XII                         | Royaume-Uni          | Seconde Guerre mondiale |
| 120          | Canon de 4,7 pouces QF Mark XI                               | Royaume-Uni          | Seconde Guerre mondiale |
| 120          | Gonzalez Hontoria de 12 cm mod 1879                          | Espagne              | 1879 – années 1900 |
| 120          | Gonzalez Hontoria de 12 cm mod 1883                          | Espagne              | 1883 – années 1910 |
| 120          | Canon de 120 mm italien                                      | Royaume d'Italie     | années 1900 - Seconde Guerre mondiale                                                                                        |
| 120.7        | Canon de 40 livres RBL (en)                                  | Royaume-Uni          | années 1860 |
| 127          | Canon de 5 pouces BL Mk I - V (en)                           | Royaume-Uni          | années 1880 - 1900 |
| 127          | Canon de 5 pouces/51 calibres                                | États-Unis           | Première Guerre mondiale - Seconde Guerre mondiale                                                                           |
| 127          | Canon de 5 pouces/25 calibres                                | États-Unis           | années 1920 - Seconde Guerre mondiale                                                                                        |
| 127          | Canon de 12,7 cm/50 Type 3                                   | Japon                | 1928 - Seconde Guerre mondiale                                                                                               |
| 127          | Canon de 12,7 cm/40 Type 89                                  | Japon                | 1932 - Seconde Guerre mondiale                                                                                               |
| 127          | Canon de 5 pouces/38 calibres                                | États-Unis           | années 1930 - Seconde Guerre mondiale - Guerre froide                                                                        |
| 127          | Canon de 5 pouces/54 calibres Mark 16                        | États-Unis           | Guerre froide - Guerre de Corée                                                                                              |
| 127          | Canon de 5 pouces/54 calibres Mark 42                        | États-Unis           | Guerre froide |
| 127          | Canon de 5 pouces/54 calibres Mark 45                        | États-Unis           | Guerre froide - Moderne |
| 127          | Canon de 5 pouces/62 calibres Mark 45                        | États-Unis           | Moderne |
| 127          | Otobreda 127/54 Compact                                      | Italie               | Guerre froide |
| 127          | Otobreda 127/64                                              | Italie               | Moderne |
| 128          | Canon de 12,7 cm SK C/34                                     | Reich allemand       | années 1930 - Seconde Guerre mondiale                                                                                        |
| 130          | Canons de 130 mm modèle 1932 et 1935                         | France               | Seconde Guerre mondiale |
| 130          | Canon de 130 mm Type H/PJ38                                  | Chine                | Moderne |
| 130          | Canon de 130 mm/55 B7 Pattern 1913 (en)                      | Empire russe         | Première Guerre mondiale - Seconde Guerre mondiale                                                                           |
| 130          | 130 mm/50 B13 Pattern 1936 (en)                              | Union soviétique     | Seconde Guerre mondiale - Guerre froide                                                                                      |
| 130          | AK-130                                                       | Union soviétique     | Guerre froide |
| 134          | Canon de 5,25 pouces QF Mark I                               | Royaume-Uni          | Seconde Guerre mondiale - Guerre froide                                                                                      |
| 135          | Oto Ansaldo 135 mm                                           | Italie               | 1940 - 1972 |
| 138          | Canon de 138 mm modèle 1929                                  | France               | 1934 – 1954 |
| 138          | Canon de 138 mm modèle 1927                                  | France               | 1927 - 1959 |
| 138          | Canon de 138 mm modèle 1910                                  | France               | 1916-1945 |
| 140          | Gonzalez Hontoria de 14 cm mod 1883                          | Espagne              | 1883 – années 1900 |
| 140          | Canon de marine 5.5 pouces Mk I (en)                         | Royaume-Uni          | 1914 - années 1940s |
| 140          | Canon de 14 cm/50 Type 3                                     | Japon                | 1914 - Seconde Guerre mondiale                                                                                               |
| 140          | Canon de 14 cm/40 Type 11                                    | Japon                | 1922 - Seconde Guerre mondiale                                                                                               |
| 149.1        | Canon de 15 cm SK L/45                                       | Empire allemand      | Première Guerre mondiale - Seconde Guerre mondiale                                                                           |
| 149.1        | Canon de 15 cm K10 Škoda (en)                                | Autriche-Hongrie     | Première Guerre mondiale |
| 149.1        | Canon de 15 cm SK C/25                                       | Reich allemand       | années 1930 - Seconde Guerre mondiale                                                                                        |
| 149.1        | Canon de 15 cm SK C/28                                       | Reich allemand       | Seconde Guerre mondiale |
| 152.4        | Canon de 6 pouces BL 80 livres (en)                          | Royaume-Uni          | années 1880 - années 1890 |
| 152.4        | Canon de marine de 6 pouces BL Mk II - VI                    | Royaume-Uni          | années 1880 - années 1900 |
| 152.4        | Canon de marine de 6 pouces/35 calibres de 1877              | Empire russe         | années 1880 - années 1910 |
| 152.4        | Canon de 6 pouces/50 calibres Mark 6 et 8                    | États-Unis           | années 1900 - Première Guerre mondiale - Seconde Guerre mondiale                                                             |
| 152.4        | Canon de 6 pouces/53 calibres Mark 12, 14, 15 et 18          | États-Unis           | années 1920 - Seconde Guerre mondiale                                                                                        |
| 152.4        | Canon de 6 pouces/47 calibres Mark 16                        | États-Unis           | Seconde Guerre mondiale - années 1970                                                                                        |
| 152.4        | Canon de marine de 6 pouces/40 calibres QF                   | Royaume-Uni          | Guerre russo-japonaise - Seconde guerre des Boers - Première Guerre mondiale                                                 |
| 152.4        | Canon de marine de 6 pouces BL Mk VII (en)                   | Royaume-Uni          | Première Guerre mondiale |
| 152.4        | Canon de marine de 6 pouces BL Mk XI                         | Royaume-Uni          | Première Guerre mondiale - Seconde Guerre mondiale                                                                           |
| 152.4        | Canon de 15 cm/50 Type 41 (en)                               | Japon                | 1913 – Seconde Guerre mondiale                                                                                               |
| 152.4        | Canon de 152 mm modèle 1930                                  | France               | 1935 - 1967 |
| 152.4        | Canon de marine de 6 pouces BL Mk XII                        | Royaume-Uni          | Première Guerre mondiale - Seconde Guerre mondiale                                                                           |
| 152.4        | Canon de marine de 6 pouces BL Mk XXII                       | Royaume-Uni          | années 1920 - Seconde Guerre mondiale                                                                                        |
| 152.4        | Canon de marine de 6 pouces BL Mk XXIII                      | Royaume-Uni          | Seconde Guerre mondiale |
| 155          | Canon de 155 mm modèle 1920                                  | France               | 1920 - 1966 |
| 155          | Advanced Gun System                                          | États-Unis           | Moderne |
| 155          | MONARC                                                       | Allemagne            | Moderne |
| 155          | Canon naval de 15,5 cm/60                                    | Japon                | Seconde Guerre mondiale |
| 160          | Canon de 64 livres 64 cwt RML (en)                           | Royaume-Uni          | années 1860 - années 1880 |
| 160          | Gonzalez Hontoria de 16 cm mod 1879                          | Espagne              | 1883 – années 1900 |
| 160          | Gonzalez Hontoria de 16 cm mod 1883                          | Espagne              | 1879 – années 1910 |
| 178          | Canon de 7 pouces RBL (en)                                   | Royaume-Uni          | années 1860 |
| 178          | Canon de 7 pouces RML (en)                                   | Royaume-Uni          | années 1860 - années 1890 |
| 180          | Gonzalez Hontoria de 18 cm mod 1879                          | Espagne              | 1879 – années 1900 |
| 180          | Gonzalez Hontoria de 18 cm mod 1883                          | Espagne              | 1883 – années 1910 |
| 190          | Canon de 19 cm Vz. 1904 Škoda (en)                           | Autriche-Hongrie     | Première Guerre mondiale |
| 190.5        | Canon de marine de 7,5 pouces BL Mk I (en)                   | Royaume-Uni          | Première Guerre mondiale |
| 190.5        | Canon de marine de 7,5 pouces BL Mk II - V (en)              | Royaume-Uni          | Première Guerre mondiale |
| 190.5        | Canon de marine de 7,5 pouces BL Mk VI                       | Royaume-Uni          | années 1920 - Seconde Guerre mondiale                                                                                        |
| 200          | Canon de 20 cm/50 Type 3 N° 1                                | Japon                | années 1920 - années 1930 |
| 200          | Gonzalez Hontoria de 20 cm mod 1879                          | Espagne              | 1879 – années 1900 |
| 200          | Gonzalez Hontoria de 20 cm mod 1883                          | Espagne              | 1883 – années 1910 |
| 203          | Canon de 8 pouces 8 tonnes RML (en)                          | Royaume-Uni          | années 1860 - années 1880 |
| 203          | Canon de 20 cm/50 Type 3 N° 2                                | Japon                | Seconde Guerre mondiale |
| 203          | Canon de marine de 8 pouces BL Mk I - VII (en)               | Royaume-Uni          | années 1880 - années 1900 |
| 203          | Canon de marine de 8 pouces BL Mk VIII                       | Royaume-Uni          | années 1920 - années 1950 |
| 203          | Canon de 203 mm modèle 1924                                  | France               | années 1920 - années 1940 |
| 203          | Canon de 203 mm/55 Modèle 1931                               | France               | années 1930 - années 1940 |
| 203          | Canon de 8 pouces/55 calibres                                | États-Unis           | années 1920 - années 1970 |
| 203          | Canon de marine de 203 mm/53 calibres                        | Royaume d'Italie     | années 1930 - Seconde Guerre mondiale                                                                                        |
| 203          | Canon de 20,3 cm SK C/34                                     | Reich allemand       | Seconde Guerre mondiale |
| 204          | Canon de 8 pouces ML (en)                                    | Royaume-Uni          | années 1820 - années 1860 |
| 206          | Canon de 68 livres (en)                                      | Royaume-Uni          | années 1840 - années 1900 |
| 228.6        | Canon de 9 pouces 12 tonnes RML (en)                         | Royaume-Uni          | années 1860 - années 1890 |
| 229          | Canon de 9 pouces/35 calibres Pattern 1877                   | Empire russe         | années 1870 - Première Guerre mondiale                                                                                       |
| 234          | Canon de 9,2 pouces BL 9.2 Mk I - VII (en)                   | Royaume-Uni          | années 1880 - 1918 |
| 234          | Canon de 9,2 pouces BL Mk VIII (en)                          | Royaume-Uni          | années 1890 - années 1910 |
| 234          | Canon de 9,2 pouces BL Mk X                                  | Royaume-Uni          | années 1900 - Première Guerre mondiale                                                                                       |
| 234          | Canon de 9,2 pouces BL Mk XI (en)                            | Royaume-Uni          | Première Guerre mondiale |
| 240          | Gonzalez Hontoria de 24 cm mod 1883                          | Espagne              | 1883 – années 1910 |
| 200 – 250    | Canon Paixhans                                               | France               | 1841 |
| 254          | Canon de 10 pouces 18 tonnes RML (en)                        | Royaume-Uni          | 1868 - années 1900 |
| 254          | Canon de 10 pouces BL Mk II - IV (en)                        | Royaume-Uni          | 1885 - années 1900 |
| 254          | Canon de marine de 10 pouces/45 Vickers (en)                 | Royaume-Uni          | 1904 - années 1920 |
| 254          | Canon de marine EOC de 10 pouces/45 calibres (en)            | Royaume-Uni          | 1904 - années 1940 |
| 254          | Gonzalez Hontoria de 25,4 cm mod 1870                        | Espagne              | 1870 - années 1980 |
| 280          | Canon de 11 pouces 25 tonnes RML (en)                        | Royaume-Uni          | années 1870 - années 1890 |
| 280          | Gonzalez Hontoria de 28 cm mod 1883                          | Espagne              | 1883 - années 1920 |
| 283          | Canon de 28 cm SK L/40                                       | Empire allemand      | années 1890 - Première Guerre mondiale                                                                                       |
| 283          | Canon de 28 cm SK C/28                                       | Reich allemand       | Seconde Guerre mondiale |
| 283          | Canon de 28 cm SK C/34                                       | Reich allemand       | Seconde Guerre mondiale |
| 305          | Canon de 12 pouces 25 tonnes RML (en)                        | Royaume-Uni          | années 1860 - années 1870 |
| 305          | Canon de 12 pouces 35 tonnes RML (en)                        | Royaume-Uni          | années 1870 |
| 305          | Canon de marine de 12 pouces BL Mk I - VII (en)              | Royaume-Uni          | années 1880 - années 1890 |
| 305          | Canon de marine de 12 pouces BL Mk VIII (en)                 | Royaume-Uni          | années 1890 - années 1910 |
| 305          | Canon de 305 mm modèle 1893/96                               | France               | années 1890 - années 1910 |
| 305          | Canon de 12 pouces/40 calibres (en)                          | Empire russe         | 1896 - Première Guerre mondiale                                                                                              |
| 305          | Canon de marine de 12 pouces/40 Armstrong Whitworth          | Royaume-Uni          | Première Guerre mondiale |
| 305          | Canon de marine EOC de 12 pouces/45 calibres                 | Royaume-Uni          | Première Guerre mondiale |
| 305          | Canon de marine de 12 pouces BL Mk X                         | Royaume-Uni          | Première Guerre mondiale |
| 305          | Canon de 305 mm/45 modèle 1906                               | France               | Première Guerre mondiale |
| 305          | Canon de 12 pouces/45 calibres Mark                          | États-Unis           | Première Guerre mondiale |
| 305          | Canon de 30,5 cm SK L/50                                     | Empire allemand      | Première Guerre mondiale |
| 305          | Canon de marine de 12 pouces BL Mk XI - XII                  | Royaume-Uni          | Première Guerre mondiale |
| 305          | Canon de 12 pouces/52 calibres Obukhovskii Pattern 1907 (en) | Empire russe         | Première Guerre mondiale |
| 305          | Canon de 30,5 cm K10 Škoda (en)                              | Autriche-Hongrie     | Première Guerre mondiale |
| 305          | Canon de marine de 12 pouces/50 calibres (Argentine)         | États-Unis Argentine | Première Guerre mondiale - Seconde Guerre mondiale - Guerre froide                                                           |
| 305          | Canon de 12 pouces/50 calibres Mark 8 (en)                   | États-Unis           | Seconde Guerre mondiale - Guerre froide                                                                                      |
| 317.5        | Canon de 12,5 pouces 38 tonnes RML (en)                      | Royaume-Uni          | 1875 - années 1890 |
| 320          | Gonzalez Hontoria de 32 cm mod 1883                          | Espagne              | 1883 - années 1920 |
| 320          | Cannone Navale da 320 (en)                                   | Royaume d'Italie     | Seconde Guerre mondiale |
| 330          | canon de 330 mm/50 modèle 1931                               | France               | Seconde Guerre mondiale |
| 340          | Canon de 340 mm/28 modèle 1881                               | France               | années 1880 - années 1910 |
| 340          | Canon de 340 mm/45 modèle 1912                               | France               | Première Guerre mondiale - Seconde Guerre mondiale                                                                           |
| 343          | Canon de marine de 13,5 pouces BL Mk I - IV                  | Royaume-Uni          | années 1890 - années1900 |
| 343          | Canon de marine de 13,5 pouces BL Mk V                       | Royaume-Uni          | Première Guerre mondiale |
| 350          | Canon de 35 cm K14 Škoda (en)                                | Autriche-Hongrie     | Première Guerre mondiale |
| 356          | Canon de marine EOC de 14 pouces/45 calibres                 | Royaume-Uni Chili    | Première Guerre mondiale - années 1950                                                                                       |
| 356          | Canon de 35,6 cm/45 Type 41ème Année                         | Royaume-Uni Japon    | 1913 - Seconde Guerre mondiale                                                                                               |
| 356          | Canon de 14 pouces/45 calibres                               | États-Unis           | Première Guerre mondiale - Seconde Guerre mondiale                                                                           |
| 356          | Canon de 14 pouces/50 calibres                               | États-Unis           | Première Guerre mondiale - Seconde Guerre mondiale                                                                           |
| 356          | Canon de 14 pouces BL Mk VII                                 | Royaume-Uni          | Seconde Guerre mondiale |
| 356          | Canon de 14 pouces/52 calibres Pattern 1913                  | Empire russe         | Première Guerre mondiale (Produit pour les cuirassés de classe Impertritsa Maria, il a été utilisé pour la défense côtière ) |
| 380          | Canon de 38 cm SK L/45                                       | Empire allemand      | Première Guerre mondiale |
| 380          | Canon de 38 cm SK C/34                                       | Reich allemand       | Seconde Guerre mondiale |
| 380          | Canon de 380 mm/45 modèle 1935                               | France               | Seconde Guerre mondiale - Guerre froide                                                                                      |
| 381          | Canon de marine de 15 pouces BL Mark I                       | Royaume-Uni          | Première Guerre mondiale - Seconde Guerre mondiale - années 1950                                                             |
| 381          | Canon de 381 mm/50 calibres modèle 1934 (en)                 | Royaume d'Italie     | Seconde Guerre mondiale |
| 406          | Canon de 16 pouces 80 tonnes RML (en)                        | Royaume-Uni          | années 1880 - années 1890 |
| 406          | Canon de 16 pouces/45 calibres Vickers as No. 1712A          | Empire russe         | Première Guerre mondiale (Un seul a été produit, il n'est jamais entré en service)                                           |
| 406          | Canon de marine de 16 pouces BL Mk I                         | Royaume-Uni          | Seconde Guerre mondiale |
| 406          | Canon de 16 pouces/45 calibres Mark 1 (en)                   | États-Unis           | années 1920 - Seconde Guerre mondiale                                                                                        |
| 406          | Canon de 16 pouces/50 calibres Mark 2 et 3 (en)              | États-Unis           | années 1920 - Seconde Guerre mondiale (navires annulés, utilisé comme artillerie côtière)                                    |
| 406          | Canon de 16 pouces/45 calibres Mark 6 (en)                   | États-Unis           | Seconde Guerre mondiale |
| 406          | 406 mm/50 (16") B-37 Pattern 1937                            | Union soviétique     | Seconde Guerre mondiale (Produit mais il n'est jamais entré en service)                                                      |
| 406          | Canon de 406 mm/50 calibres Mark 7                           | États-Unis           | Seconde Guerre mondiale - Guerre froide                                                                                      |
| 410          | Canon de 41 cm/45 Type 3ème Année                            | Japon                | Seconde Guerre mondiale |
| 412.8        | Canon de marine de 16,25 pouces BL Mk I                      | Royaume-Uni          | années 1890 |
| 420          | Canon de 42 cm modèle 1875                                   | France               | années 1870 - années 1900 |
| 450          | Canon de 450 mm/45 modèle 1920                               | France               | années 1920 |
| 450          | Canon de 17,72 pouces RML (en)                               | Royaume-Uni          | années 1870 - années 1900 |
| 457          | Canon de marine de 18 pouces BL Mk I (en)                    | Royaume-Uni          | Première Guerre mondiale |
| 460          | Canon de 46 cm/45 Type 94                                    | Japon                | Seconde Guerre mondiale |